# Le Livre d'or de la science-fiction : Jules Verne
Le Livre d'or de la science-fiction : Jules Verne est une anthologie de cinq nouvelles et de dix extraits de romans de science-fiction, écrits par Jules Verne et publiés entre 1890 et 1910, rassemblés par François Raymond.
L'anthologie  (ISBN 2-266-01758-6) fait partie de la série Le Livre d'or de la science-fiction, consacrée à de nombreux écrivains célèbres ayant écrit des œuvres de science-fiction.
Elle ne correspond pas à un recueil qui serait déjà paru en France.
L'anthologie a été publiée en juin 1986 aux éditions Presses Pocket dans la collection Science-fiction no 5233. L'image de couverture a été réalisée par Marcel Laverdet.

## Préface
- « Le Scaphandrier des abîmes » : préface de François Raymond (pages 7 à 27).

## Liste et résumés des nouvelles ou extraits de romans

### Dans le labyrinthe(extrait de roman)
- Publication : .
- Situation dans l'anthologie : pages 29 à 34.
- Résumé :
- Liens externes :

### Sur le toit du monde(extrait de roman)
- Publication : .
- Situation dans l'anthologie : pages 35 à 44.
- Résumé :
- Liens externes :

### Le Point de rupture(extrait de roman)
- Publication : .
- Situation dans l'anthologie : pages 45 à 52.
- Résumé :
- Liens externes :

### La Faim/Le Chancellor(extrait de roman)
- Publication : .
- Situation dans l'anthologie : pages 53 à 61.
- Résumé :
- Liens externes :

### Au fond de l'amazone(extrait de roman)
- Publication : .
- Situation dans l'anthologie : pages 62 à 67.
- Résumé :
- Liens externes :

### Le Sphinx des glaces(extrait de roman)
- Publication : roman fantastique publié en 1897.
- Situation dans l'anthologie : pages 68 à 75.
- Résumé :
- Liens externes :

### Une fantaisie du docteur Ox
- Publication : nouvelle humoristique parue en 1874.
- Situation dans l'anthologie : pages 79 à 143.
- Résumé :
- Liens externes :

### La Guerre future(extrait de roman)
- Publication : .
- Situation dans l'anthologie : pages 144 à 155.
- Résumé :
- Liens externes :

### AuXXIXesiècle: La Journée d'un journaliste américain en 2889
- Publication : nouvelle parue en février 1889 dans la revue américaine The Forum.
- Situation dans l'anthologie : pages 156 à 174.
- Résumé :
- Liens externes :

### Frritt-Flacc
- Publication : nouvelle fantastique parue dans sa version définitive en 1886.
- Situation dans l'anthologie : pages 177 à 185.
- Résumé :
- Liens externes :

### M. Ré-Dièze et Mlle Mi-Bémol
- Publication : nouvelle publiée dans Le Figaro illustré, n° 45, 1893 ; puis reprise dans le recueil Hier et demain.
- Situation dans l'anthologie : pages 186 à 216.
- Résumé :
- Liens externes :

### L'Ennemi public(extrait de roman)
- Publication : .
- Situation dans l'anthologie : pages 217 à 223.
- Résumé :
- Liens externes :

### La Nuit des temps(extrait de roman)
- Publication : .
- Situation dans l'anthologie : pages 227 à 229.
- Résumé :
- Liens externes :

### Embûches dans l'espace(extrait de roman)
- Publication : .
- Situation dans l'anthologie : pages 230 à 234.
- Résumé :
- Liens externes :

### L'Éternel Adam
- Publication : nouvelle publiée dans le recueil Hier et demain en 1910.
- Situation dans l'anthologie : pages 235 à 271.
- Résumé :
- Liens externes :